# Cesanese del Piglio
Cesanese del Piglio, oder kurz Piglio  ist ein italienischer Rotwein aus der Provinz Frosinone in der Region Latium. Die Weine hatten seit 1973 eine „kontrollierte Herkunftsbezeichnung“ (Denominazione di origine controllata – DOC). Im Jahr 2008 wurden sie zu einer DOCG hochgestuft, die zuletzt am 7. März 2014 aktualisiert wurde.

## Anbau
Folgende Gemeinden in der Provinz Frosinone sind für den Anbau und die Vinifikation der Weine zugelassen: Piglio und Serrone sowie Teile der Gemeinden von Acuto, Anagni und Paliano.

## Erzeugung
Der Wein muss zu mindestens 90 % aus den Rebsorten Cesanese di Affile und/oder Cesanese Comune hergestellt werden. Höchstens 10 % andere Rebsorten, die für den Anbau in der Region Latium zugelassen sind, dürfen zugesetzt werden.

## Beschreibung
Laut Denomination:
- Farbe: rubinrot mit violetten Reflexen
- Geruch: charakteristisch
- Geschmack: weich, leicht bitter, trocken
- Alkoholgehalt: mindestens 12,0 Vol.-%, für „Superiore“ 13 Vol.-%
- Säuregehalt: mind. 4,5 g/l
- Trockenextrakt: mind. 22,0 g/l, für „Superiore“ 24 g/l